# Николаевский трамвай
Никола́евский трамва́й (укр. Миколаївський трамвай) — вид общественного транспорта в городе Николаеве на Украине. Длина трамвайных линий составляет 72,83 километра. С 1897 по 1925 год николаевский трамвай работал на конной тяге. В 1915 году было также организовано движение трамвая на электрической тяге, которое действует и до сих пор. Изначально ширина колеи составляла 1000 мм, а в 1952—1972 годах была переделана под стандартную (1524 мм).

## История

### Конка
Обсуждать вопросы пуска конки в Николаеве Городская Дума начала в 80-е годы 19 века. В то время в городе начали мостить улицы. Так что решили одновременно  проложить и рельсы. Обсуждение заняло почти 10 лет. Лишь в 1892 году городской архитектор Евгений Штукенберг смог приступить к проектированию конки в Николаеве. Рассчитывали построить 11 верст конно-трамвайной дороги. В XIX веке в Николаеве было создано «Бельгийское анонимное общество николаевских конно-железных дорог». 26 июля (7 августа) 1897 началось движение конки. Первый маршрут был коротким: от часовни Александра II, которая находилась на пересечении улиц Соборной и Херсонской, до Военного рынка на Слободке. Возле часовни был узловой отправной пункт всех линий конки. Вагоны конки изготавливали в Одессе.
В декабре того же 1897 года была проложена вторая линия конки, соединившая центр города с железнодорожным вокзалом.
Следующий маршрут, пущенный в июне 1898 года, связал город с загородной резиденцией князя Григория Потёмкина — Спасском. Этот маршрут действовал только в летнее время, а с 15 октября по 15 марта движение приостанавливалось. В летнее время на конечной остановке «Спасск» к конке подпрягали дополнительную третью лошадь для преодоления крутого подъёма.
В августе 1898 года окончилось строительство ещё одной линии, ведущей в порт. Позднее все эти линии слились в два достаточно протяжённых маршрута: «Вокзал — Военный рынок» и «Спасск — Элеватор (порт)». Протяжённость пути составила более 14,5 километра.
Конная дорога была одноколейной со специальными разъездами для пропуска встречных конок. Существовало следующее правило движения: подъехавшая первой к разъезду конка обязана была ждать встречную, пока та не пройдет и не передаст жезл — стержень с большим круглым набалдашником.
Городская конно-железная дорога имела два депо с конюшнями и стоянками для вагонов. Одно депо, построенное в 1900 году, располагалось по адресу переулок А, дом 7.
Указом городской думы от 7 июля 1898 года предписывались следующие правила: скорость движения должна быть в интервале 7—12 верст в час и только рысью; разъезды должны находиться на расстоянии 235 саженей друг от друга (некоторые из этих остановок сохранились как остановки городского трамвая до настоящего времени).
Существовали летние и зимние вагоны (зимние не имели верхнего этажа — империала). Летние вагоны ранней конструкции были открытые, имели пять рядов по три места в каждом и запрягались парой лошадей. Летние вагоны более позднего выпуска так же были открытыми и имели двадцать мест на скамейках и шесть стоячих мест на задней площадке. Для защиты от дождя и ветра имелись кожаные занавески, спускаемые с крыши.

### Переход на электротягу
В 1902—1903 годах началась переписка городской думы с бельгийским обществом о переводе конки на электротягу.
В 1909 году было начато проектирование первого городского электротрамвая. Трамвай с прицепным вагоном был разработан, а затем и изготовлен в петербургском представительстве бельгийской фирмы «Сименсъ и Гальске». Оборудование маршрута городским властям обошлось в два миллиона рублей.
В феврале 1913 года конка была выкуплена в собственность города для переустройства своими средствами под трамвай. 
21 декабря 1914 (3 января 1915) в Николаеве был пущен первый трамвай на электрической тяге, а через некоторое время было завершено строительство трамвайного парка, впоследствии ставшего депо № 1.
Уже в 1914 году на Базарной площади была построена трансформаторная подстанция для трамваев. Если учесть техническое назначение сооружения, его внешний вид впечатляет: круглое крыльцо, колоннада, отделка окон и дверей, балконов, угловая башня, отделка фасада, крыша с красной черепицей и прочие детали. Со временем, энергопотребление возросло, поэтому сзади замка-подстанции было построено еще одно помещение, большее по площади.
На первых порах были использованы вагоны конки, которые пришлось немного модернизировать: снять ступеньки вдоль вагона, а открытые площадки зашить листами железа. Необходимое оборудование для модернизации этих вагонов было изготовлено на судостроительном заводе «Наваль», а наиболее сложное электрооборудование было приобретено в других городах. Первые трамваи не имели на своих крышах токоприёмников, электроснабжение осуществлялось непосредственно по рельсам. Трамвайное движение было организовано по четырём маршрутам: «Вокзал — Горбольница», «Рынок — Спасск», «Каботажный спуск — Кладбище», «Кузнечная — Рынок». Впоследствии в город поступили новые вагоны. Электротрамвай пошёл по рельсам конки. Протяжённость всех линий в городе составила 22 версты.
Долгое время конка и трамваи ходили одновременно, трамвайный парк города составлял 25 вагонов. В 1917 году на городские магистрали вновь вышла конка, так как за время революции Николаев остался без электроснабжения. Только в 1925 году трамвайное движение в городе было возобновлено, а подвижной состав увеличился до 37 единиц.

### Советское время
В советское время в Николаеве была осуществлена реконструкция трамвайных путей. Трамваи для города в основном изготавливали на Заводе имени Марти. В середине 1920-х годов парк пополнился 20-ю моторными и 20-ю прицепными вагонами местного производства. Первые трамваи использовались до конца 1960-х годов.
Однако город все ещё чувствовал острый недостаток в подвижном составе. В разработке проекта трамвая нового типа приняли участие специалисты из Харькова. В 1933 году Николаевский трамвайный парк стал пополняться машинами типа Х и М. Выпускали их Мытищинский завод и Николаевский завод имени Марти. К концу 1930-х годов протяжённость трамвайных путей составила 41 километр. Город обслуживала 71 единица подвижного состава.
В начале 30-х годов 20 века в Николаева значительно возрос количество жителей, что принесло в себе стремительно возросшую нагрузку на трамваи. Ведь в то время они были единственными представителями городского транспорта. 
То и дело в депо доставляли вагоны с лопнувшими колесами, продавленной крышей, перекошенными бортами. Пассажиров было так много, что не только вагоны были забиты битком, но и крыша, и борта. Николаевцы на ходу запрыгивали на нижнюю ступеньку трамвая и так ехали. Это опасно было для их жизней и вредило самим вагонам. Все это привело к тому, что в августе 1933 года на учете николаевского трамвайного депо осталось всего два пригодных вагона.
Несмотря на новые вагоны и налаженный ремонт существующих, николаевский трамвайный парк все равно сталкивался с чередой различных проблем. Одной из которых стала череда судебных дел 1936 года. В мае на углу улиц Скороходова и 6-я слободская два вагона столкнулись и перевернулись на бок.
Это происшествие не обошла стороной военная прокуратура. Было возбуждено дело против вагоновожатой. В ее деяниях искали изъян. И найти их было несложно. Ведь женщина была за рулем всего 4 дня. Дело тщательно расследовали и выдвинули обвинения не только вагоновожатой, но и руководителям трампарка, в том числе Штембера. Возможно дело «спустили бы на тормозах», если бы не еще одна авария буквально спустя два дня. Одесский суд занялся рассмотрением этих дел. В случившемся были обвинены восемь работников трампарка. Их винили в халатном отношении к ремонту, безответственности, финансовых кражах. Всех участников процесса осудили.
С началом Великой Отечественной войны николаевские трамваи использовались для доставки раненых из морского порта и железнодорожного вокзала в городскую больницу. Для этого салоны вагонов были перестроены, из них убрали сидения, а на специальных кронштейнах разместили носилки, расположенные поперёк салона. Движение трамваев прекратилось только тогда, когда нацисты вторглись в город и взорвали электростанцию. Во время оккупации всё оборудование было разгромлено, а часть его — вывезена за Одессу и брошена.
Сразу же после освобождения города началось восстановление николаевского трамвая. Первая очередь, которую запустили в конце сентября 1944 года, связала судостроительный завод с городской больницей. В 1945 году в Николаеве было восстановлено 18 километров путей. Вагоны, работавшие в то время, имели примитивную конструкцию: двери открывались и закрывались вручную (поэтому зачастую трамваи шли с открытыми дверьми даже в зимние морозы), деревянные лавки-сиденья располагались вдоль окон по обеим сторонам, хотя некоторые сидения для пассажиров были размещены по ходу движения; тряпичные ремешки в качестве поручней не удерживали пассажиров во время резких разгонов и торможений. Связь кондуктора с водителем была механической: после заполнения вагона пассажирами кондуктор дёргал верёвку и в кабине водителя звонил колокольчик, означавший начало движения. На задней площадке располагался штурвал ручного тормоза, которым в экстренных случаях пользовались кондукторы.
25 апреля 1951 года вступило в строй новое депо, получившее номер 2. Только в нём содержались трамваи КТМ/КТП-1, имеющие более широкую колею — 1524 мм. Самый первый вагон тёмно-красного цвета внизу и кремового сверху имел номер 201. Последующие машины окрашивали в тёмно-синий цвет. Отличительной особенностью этих первых трамваев была расположенная спереди маленькая звезда, служившая корпусом для фары. Трамваи, имевшие номер по 206 включительно, имели двери с прямоугольными стёклами, а на последующих дверные стекла были овальные (как на вагонах КТМ-2).
Таким образом, в городе существовало два трамвайных парка с разными типами вагонов (узкоколейные и с современной колеей), не соединённые между собой. Протяжённость трамвайных путей в городе на это время составила 33,2 километра. Вагонам, принадлежавшим депо № 1, присваивались номера 401—459, а депо № 2 — номера, начинавшиеся с 460.
В 1955—1958 годах стали поступать вагоны из ГДР (Gotha Т-57 и В-57). Они, по сравнению с отечественными, отличались повышенной комфортностью, имели утеплённую кабину водителя, мягкие сиденья в салоне и автоматические двери.
В то время строительство новых линий для узкоколейного трамвая было прекращено, управление горэлектротранспортом начало развивать маршруты для вагонов второго трамвайного парка. По этим линиям стали ходить вагоны МТВ-82 (прозванные «пульманами»), эксплуатировавшиеся долгое время в других городах и затем прошедшие ремонт в Киеве на Заводе имени Дзержинского. Их отличительной особенностью было наличие трёх задних окон. Некоторые из этих машин работали в паре с безмоторным прицепом. Из-за частой поломки карданного вала (привод колёсных пар осуществлялся не напрямую от электродвигателя к колесам, а через карданные валы) эти трамваи значительную часть времени простаивали в ремонте. В городе их было около десяти. В основном они были жёлто-синего цвета. Один из этих трамваев из-за зелёной окраски получил прозвище «зеленый змий». Впоследствии от их эксплуатации отказались, и они были отправлены из города. В 1976 году на базе последнего из оставшихся МТВ-82 под номером 611 был построен кран для дорожно-ремонтных работ. Его списали в 1984 году и сразу же порезали на металлолом.
Протяженность трамвайных городских магистралей в 1958 году составила 46 километров, а через два года — уже 64 километра. В 1960 году в городе появились первые КТМ/КТП-2. Первый такой вагон имел номер 201, был окрашен в тёмно-вишневый цвет и имел красные сиденья для пассажиров. Последующие машины были окрашены в синий цвет.
С 1961 и по 1972 год в Николаеве осуществлялся окончательный переход на широкую колею, за это время 33,5 километра путей были приведены в соответствие с общим стандартом. Отечественные вагоны, ещё довоенного образца, пустили на металлолом, а 7 германских в 1969 году были отправлены в Евпаторию.
К 1970 году кондукторов заменили кассовые аппараты, предполагающие честность пассажиров. Протяжённость всех трамвайных линий в Николаеве составила 70 километров, на которых работал 191 вагон. В начале 1970-х в город прибыло 12 вагонов КТМ-5, окрашенных в серо-стальной цвет и не имеющих выштамповок на боковинах кузова. По сравнению с предшественниками, они имели улучшенную отделку салона, а качестве освещения использовались лампы дневного света. Но их частые поломки и неисправности вынудили руководство горэлектротранспорта отказаться от этих машин, в результате они были отправлены обратно на завод в Усть-Катав.
В середине 1970-х годов стали поступать модернизированные вагоны КТМ-5МЗ (первая партия 25 единиц). Эти трамваи стали поступать в депо № 1 и имели номера с 401 по 459. Во второе депо КТМ-5МЗ стали поступать несколько позже, им присваивали номера с 460 по 525. Тогда же кассовые аппараты были заменены системой проезда по абонементным талонам, продаваемым в киосках на каждой остановке. В это время в трамвайных парках города насчитывалось 206 вагонов.
В Николаев продолжали поступать усть-катавские вагоны КТМ-5МЗ. Наряду с ними, по маршрутам ходили и КТМ-2, но их уже не ремонтировали, а по мере износа снимали с линии и списывали. Напряжённые рабочие маршруты обслуживали только новые вагоны, а старые машины вместе с новыми разъезжали по менее загруженным маршрутам.
В середине 1980-х все предприятия горэлектротранспорта объединились, и соответственно поменялась нумерация вагонов. Теперь номер трамвая состоял из четырёхзначного числа, где первая цифра означала принадлежность к депо (1 — первое депо, 2 — второе депо, 3 — троллейбусное депо). Так, вагон, имевший старый номер 401 по новому принципу получил номер 1001.

### При независимой Украине
В 1996 году в Николаев прибыли четыре бело-голубых вагона КТМ-8, которые были приписаны ко второму депо. Первое время они ходили как одинарные трамваи, а затем их сделали сдвоенными.
В 1999 году управление горэлектротранспортом изменило систему оплаты проезда в трамваях, возвратив кондукторов в вагоны.
В начале 2001 года в город прибыло три трамвая T6B5 днепропетровского производства.
На момент 2002 года эксплуатировалось 145 трамвайных вагонов.
В начале 2005 года в городе отмечалось 90-летие со дня пуска первого электрического трамвая. В честь праздника и за заслуги трамвая перед городом коммунальное предприятие «Николаевэлектротранс» было награждено дипломом Верховной рады в номинации «Лидер транспортной отрасли Украины» общеукраинского проекта «Украина транспортная».
В 2011 году трамвайное депо № 2 было закрыто. Все трамваи перебазировались в депо № 1.
Также в 2011 году с целью популяризации электротранспорта «Николаевэлектротранс» начал предлагать аренду трамвая — для дня рождения, свадьбы, романтического тура или фотосессии.
28.09.2015 г. в Николаев прибыл первый трамвай Tatra T3M. Архивная копия от 12 октября 2015 на Wayback Machine

## Маршруты
В настоящее время в Николаеве функционирует 6 маршрутов:
| №  | Начало маршрута    | Конец маршрута     | Протяжённость |
| -- | ------------------ | ------------------ | ------------- |
| 1  | Яхт-клуб           | Широкая Балка      | 11.91 км      |
| 3  | 10-я Военная улица | ЧСЗ                | 7.24 км       |
| 6  | Центральный рынок  | Промзона           | 11.19 км      |
| 7  | Центральный рынок  | Широкая Балка      | 9.82 км       |
| 10 | Широкая балка      | Промзона           | 8.89 км       |
| 11 | Центральный рынок  | 10-я Военная улица | 8.94 км       |

Самый первый маршрут николаевского трамвая был очень коротким. Он проходил от часовни Александра II (пересечение Соборной и Херсонской улиц) до Военного рынка (Слободка). В конце 1897 года появилась вторая ветра конки. Новая линия движения трамваев соединяла центр Николаева и железнодорожный вокзал. В современном Николаеве по этому маршруту продолжается движение трамваев — от улицы Декабристов до Железнодорожного вокзала.
Третий маршрут был запущен в июне 1898 года. Он связывал резиденцию князя Потемкина с остальной частью города. По новому маршруту трамваи курсировали только в теплое время года. В период с октября по март месяц движение прекращалось. В основном это было связано с тем, что в этой резиденции князь пребывал только в летнее время. К тому же, третья линия проходила рядом с рекой. И особым спросом она пользовалась именно в  летнее время, когда предоставлялась возможность отдохнуть летним вечером у реки. 
Для электрических трамваев было создано четыре основных маршрута: Вокзал — больница, Привозный рынок — Спасская, ул. Кузнечная — Привозный рынок — Спасское, Каботажный спуск — Кладбище.